# Sœurs missionnaires de l'Immaculée Conception de la Mère de Dieu
Les Sœurs missionnaires de l'Immaculée Conception de la Mère de Dieu  sont une congrégation religieuse féminine de droit pontifical.

## Historique
Les origines de la congrégation remontent au 15 mai 1910, lorsque Mgr Armando Bahlmann, O.F.M. (1862-1939), évêque de diocèse de Santarém (it), invite les religieuses conceptionnistes de Rio de Janeiro à travailler en forêt amazonienne. Quatre sœurs répondent à l'invitation et rejoignent bientôt Élisabeth Tombrock (1878-1938), fondatrice avec Bahlmann de l'institut, qui forme officiellement, le 5 décembre 1910, la congrégation des pauvres clarisses missionnaires de l'Immaculée Conception.
Vers 1914, Élisabeth Tombrock en religion mère Immaculée s'installe en Europe et achète un couvent à Münster pour recruter de nouvelles religieuses en Allemagne ; en raison du déclenchement de la Première Guerre mondiale, les contacts avec la maison-mère de Santarém est interrompu, de sorte que la branche allemande se développe comme congrégation autonome en attendant la fin du conflit. Les liens entre les religieuses du Brésil et ceux d'Allemagne sont rétablis en 1919 et le 15 mai 1921, Bahlmann approuve les constitutions religieuses déjà adoptées par les sœurs de Münster.
En 1922, les fondateurs se rendent aux États-Unis pour recueillir des fonds pour un orphelinat et fondent la maison générale de la congrégation à Saint-Bonaventure, près de Buffalo, New York. En 1931, la première succursale est ouverte en Chine. Avec l'avènement d'Adolf Hitler, les maisons en Allemagne sont confisquées ; les communautés en Chine sont transférées à Taïwan après 1948.
Le 4 novembre 1925, la congrégation est agrégée à l'ordre des Frères mineurs et les religieuses abandonnent la règle conceptionniste en faveur de celle du Tiers-Ordre franciscain ; les missionnaires de l'Immaculée Conception reçoivent le décret de louange le 30 avril 1929 et leurs constitutions sont définitivement approuvées par le Saint-Siège le 1er avril 1941. 
Irmã Dulce, religieuse de cette congrégation, est canonisée en 2019.

## Activités et diffusion
Les Sœurs missionnaires de l'Immaculée Conception sont impliquées dans diverses formes d'apostolat.
Elles sont présentes en :
- Europe : Allemagne.
- Amérique : Brésil, États-Unis.
- Afrique : Namibie.
- Asie : Chine, Taïwan.

Le siège est à West Paterson, New Jersey.
En 2017, la congrégation comptait 335 sœurs dans 47 maisons.